# Erdélyi Szemle
Erdélyi Szemle szépirodalmi folyóirat Kolozsvárt 1915 és 1944 között. Egy eredetileg 1913-ban Szemle címmel indult lap folytatásaként 1915-1916-ban Kolozsvári Szemle címmel jelent meg; 1918 karácsonya és 1919 márciusa között szünetelt; 1921-24 között, 1928-ban és 1938 második felében újra Szemle címmel, közben 1927 decemberében Krónikás Könyv, majd 1938 első felében Magyar Kisebbségi Szemle címmel jelentkezik, társszerkesztők és szerkesztőbizottság mellett végig Sütő Nagy László szerkesztésében. Az előzményeként szereplő folyóiratban az idősebb generációból Kovács Dezső publikált, más városokból toborzott munkatársai: Juhász Gyula, Franyó Zoltán, Harsányi Zsolt, 1916-ban bekapcsolódott a szerkesztésébe Bárd Oszkár és Tavaszy Sándor, ekkor szerzőgárdája is kibővült, s egyaránt teret kaptak a magyar és egyetemes irodalmi, művészettörténeti, társadalom- és természettudományos közlemények.
1919-től az Erdélyi Szemle főmunkatársai közt van Reményik Sándor, s megjelennek benne Áprily Lajos, Berde Mária, Franyó Zoltán, Kádár Imre, Kós Károly, Makkai Sándor, Nyirő József, Olosz Lajos, Sipos Domokos, Szentimrei Jenő, Szombati-Szabó István versei, elbeszélései. A lap úttörő módon könyvkiadásra is vállalkozik: megjelenteti Reményik Sándor Rilke-fordításait (1919), s Erdélyi Évkönyv címen szerény gyűjteményt ad ki szerzőinek munkáiból (1920). Részben munkatársi gárdájából verbuválódott, a lap évfolyamszámozását folytatva, a Pásztortűz, de 1921 januárjától Sütő Nagy László újrakezdett évfolyamjelzéssel, változó alcímmel, rendszertelen időközökben ismét megjelenteti lapját. Most már mint a szélesebb olvasórétegek felé tájékozódó "irodalmi, művészeti, közéleti figyelő" lép fel. 1933-tól Az Erdélyi Szemle Munkatársainak és Barátainak Irodalmi, Tudományos, Művészeti és Közművelődési Egyesülete (rövidítve ESZME) megalakításával történik kísérlet felelevenítésére, de eredeti jelentőségét így sem nyeri vissza.
1944 márciusában a szerkesztőség Kossuth Lajos halála félszázados évfordulójának megünneplésére készült; az ünnepi szám megjelenését a német katonai megszálláskor a cenzúra megakadályozta, s nem sokkal később a lap megszűnt.

## További irodalom
- Sütő-Nagy László: Az Erdélyi Szemle történetéből. Irodalomtörténeti Közlemények, Bp. 1971/4.
- Szekernyés János: Romániai magyar családi képeslapok. Korunk Évkönyv 1974. 288-89.